# Dibunus pseudobiantes
Dibunus pseudobiantes is een hooiwagen uit de familie Epedanidae.